# George Rockingham Gilmer

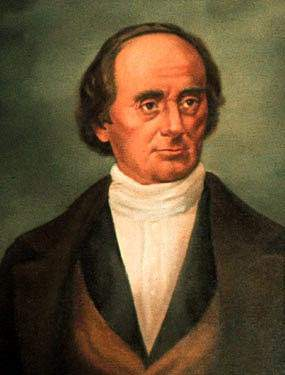
George Gilmer

George Rockingham Gilmer  (* 11. April 1790 in Lexington, Georgia; † 16. November 1859 ebenda) war ein US-amerikanischer Politiker und zweimaliger Gouverneur des Bundesstaates Georgia, den er außerdem im Kongress vertrat.

## Aufstieg
Gilmer ging in Abbeville (South Carolina) zur Schule und studierte anschließend Jura. Er unterbrach das Studium zwischen 1813 und 1815, um als Oberleutnant der US-Armee an einem Feldzug gegen die Creek-Indianer teilzunehmen. 1818 ließ er sich als Anwalt in Lexington nieder. Im gleichen Jahr begann auch seine politische Karriere. In den folgenden Jahren war er mehrfach Abgeordneter im Repräsentantenhaus von Georgia und im US-Repräsentantenhaus in Washington, wobei er zu dieser Zeit den Demokraten angehörte; nebenbei war er immer wieder als Anwalt tätig. Von 1826 bis 1857 war er im Aufsichtsrat der University of Georgia.

## Gouverneur von Georgia
Gilmer war von 1829 bis 1831 und von 1837 bis 1839 Gouverneur von Georgia. In seiner ersten Amtszeit kam es zu einem politisch-juristischen Konflikt wegen der Indianerpolitik der Regierung. Hintergrund waren Goldfunde auf dem Gebiet der Cherokee-Indianer im Norden Georgias. Seit 1828 waren weiße Goldsucher in das Gebiet aufgebrochen und teilweise mit den Indianern zusammengestoßen. Gouverneur Gilmer erklärte, dass die Gesetze Georgias auch im Indianergebiet, soweit dieses in seinem Staat lag, gültig seien und auf die Indianer angewendet werden konnten. Gleichzeitig mussten alle Weißen, die sich in diesem Gebiet aufhielten, einen Treueeid auf die Verfassung Georgias schwören. Das Ziel des Gouverneurs war es, die Indianer zu vertreiben. Daher betrieb er 1831 auch die Verurteilung des Missionars Samuel Worcester, der sich für die Belange der Indianer eingesetzt hatte. Worcester wurde wegen Verstoßes gegen die Gesetze Georgias zu vier Jahren Zwangsarbeit verurteilt. Etwa zur gleichen Zeit wurde auch die Bundesregierung in der Indianerfrage aktiv. Präsident Andrew Jackson ordnete die Vertreibung der Indianer unter Berufung auf den 1830 erlassenen Indian Removal Act an. Das Urteil im Fall Worcester wurde später vom Obersten Gericht der USA unter dem Vorsitz von John Marshall persönlich aufgehoben, der außerdem erklärte, dass die Gesetze Georgias nicht auf die Indianer anwendbar seien und die Bürger Georgias das Indianergebiet nicht betreten dürften. Erreicht hatten die Indianer dieses Urteil auch mit Hilfe von William Wirt.
Für Gouverneur Gilmer bedeutete das Urteil eine juristische Niederlage, um die er sich aber ebenso wenig kümmerte wie Präsident Jackson in Washington. Beide setzten ihre Indianerpolitik unverändert fort. 1835 stimmten die Indianer einem Abkommen zu, das ihre Umsiedlung in das Oklahoma-Territorium vorsah. De facto war das eine Ausweisung. Für die Indianer war die Umsiedlung mit harten Entbehrungen und vielen Todesopfern verbunden. Die Umsiedlungsaktion ging als Pfad der Tränen in die Geschichte ein. Das Ende dieses Prozesses fiel in Gilmers zweite Amtszeit. Ein weiteres wichtiges Ereignis dieser Amtszeit war der zweite Seminolenkrieg an der Grenze zu Florida. Gilmer stellte ein Regiment auf, das die aus Florida geflohenen Seminolen aus Georgia vertrieb.

## Lebensende und Tod
Gilmers zweite Amtszeit endete 1839, anschließend widmete sich wieder seiner Anwaltstätigkeit in Lexington und bewirtschaftete eine Farm. Bei der Präsidentschaftswahl 1840 gehörte er für die Whigs, zu denen er zwischenzeitlich übergetreten war, dem Electoral College an, das William Henry Harrison zum Präsidenten wählte. Bis 1857 übte er noch sein Amt im Aufsichtsrat der University of Georgia aus und veröffentlichte einige historische Schriften über das Leben im frühen Georgia. Er starb 1860 in Lexington. Seit 1822 war er mit Eliza Frances Grattan verheiratet.